# 토탈소프트뱅크
토탈소프트뱅크(Total Soft Bank)는 대한민국의 해운, 항만, 물류 산업 분야 소프트웨어 솔루션 기업이다. 본사는 부산광역시 해운대구 반송로 513번길 66-39 (석대동)에 위치해 있다. 대표이사는 최장수이다. 대표이사가 이재명 대표와 같은 중앙대 동문이라는 점 때문에 이재명 테마주로 알려져 있다

## 같이 보기
- 이재명

## 참고 문헌
1. ↑  토탈소프트, 23년 개별 영업이익 38.12억원, 매일경제, 2024.02.05
2. ↑  <5>(주)토탈소프트 뱅크 최장수 대표, 부산일보, 2017-01-12
3. ↑  김사무엘, 이재명 피습 소식에…정치 테마주 널뛰기, 머니투데이, 2024-01-02